# Charles-Hercule d'Albert de Luynes
Charles-Hercule d'Albert de Luynes, dit le « Chevalier de Luynes », né le 8 mars 1674 et mort le 31 janvier 1734 à Paris, est un officier de marine et aristocrate français des XVIIe et XVIIIe siècles. Descendant de deux familles de la haute noblesse, il sert pendant les règnes de Louis XIV et Louis XV dans la Marine royale et termine sa carrière avec le grade de chef d'escadre.

## Biographie

### Origines et famille
Charles-Hercule d'Albert est le deuxième fils de Louis Charles d'Albert, deuxième duc de Luynes (1620-1690) et de sa deuxième femme, Anne de Rohan-Montbazon (1644-1684). Il descend donc par son père de la famille d'Albert, et par sa mère de la maison de Rohan. Deux des principales familles de la haute noblesse aux XVIIe et XVIIIe siècles.
Il entre jeune dans la Marine royale et n'a que quatorze ans lorsqu'un intègre la compagnie de garde-marine de Toulon en 1688, au début de la guerre de la Ligue d'Augsbourg. Il suit le parcours classique de tout officier bleu et gravit un à un les échelons de la hiérarchie de la marine. Il est promu enseigne de vaisseau en 1689, puis lieutenant de vaisseau en 1690, et enfin capitaine de vaisseau en 1692. Ces promotions rapides sont facilités par son appartenance aux familles de Luynes et de Rohan et par leur influence à la Cour de France.
Il commande les gardes du pavillon amiral à Toulon en 1716 et est nommé premier directeur du Dépôt des cartes et plans de la Marine en 1720. Le 18 mai 1722, il cède sa place de directeur à Louis Charles de la Blandinière, alors capitaine de vaisseau. Le lendemain, 19 mai 1722, il est promu au grade de chef d'escadre des armées navales pour la province de Saintonge.
En 1733, il commande Le Conquérant dans l'escadre envoyée en mer Baltique, sous les ordres du comte de La Luzerne, lieutenant général des armées navales au début de la guerre de Succession de Pologne. Il décède, sans alliance, le 31 janvier 1734 à Paris, à l'âge de 59 ans, dont 46 passés dans la marine.

### Sources et bibliographie
- Société de l’École des chartes, Bibliotheque de L'Ecole des Chartes sur Google Livres, Librairie Droz, p. 34
- Mercure de France sur Google Livres, 1734, p. 399
- Michel Vergé-Franceschi, Les officiers généraux de la marine royale:1715-1774. Le littoral, l'intérieur sur Google Livres, Librairie de l'Inde, 1990 - 475 pages, p. 23